# Attentat 1942
Attentat 1942 ist ein tschechisches Computerspiel aus dem Genre der Point-and-Click-Adventures, erschienen im Jahr 2017. Es wird den Serious Games zugerechnet. Attentat 1942 behandelt die Operation Anthropoid, das Attentat auf den Reichsprotektor Reinhard Heydrich, einen hochgestellten Beamten des Naziregimes während der nationalsozialistischen Besatzung der ehemaligen Tschechoslowakei, das heißt die Zeit des Protektorats Böhmen und Mähren.

## Handlung
Das Attentat und die Nazi-Besatzung wird aus der Perspektive derer, die sie selbst erlebt haben, erzählt. Die Hauptspielfigur, der Großvater, wurde kurz nach dem Attentat auf Heydrich durch die Gestapo verhaftet. Im Spiel muss nun herausgefunden werden, warum es zu der Verhaftung kam – die Spieler müssen dies aus den Aussagen von Zeitzeugen des Geschehens rekonstruieren. Live-Action-Videos werden dabei mit Archivmaterial und wissenschaftlicher Recherche vermengt, das Spiel basiert auf Dialogen, Interviews, interaktiven Comics und authentischem Filmmaterial: der Spieler bleibt im engen Kontakt mit den Zeitzeugen.

## Entwicklungs- und Veröffentlichungsgeschichte
Attentat 1942 ist eine wesentlich überarbeitete und erweiterte sowie mehrsprachig lokalisierte Version des ausschließlich tschechischsprachigen Spiels Československo 38-89: Atentát aus dem Jahr 2015. Attentat 1942 wurde im Wesentlichen von Professoren für Geschichte der Karls-Universität Prag sowie von Historikern der Akademie der Wissenschaften der Tschechischen Republik entwickelt und vom Ministerium für Kultur der Tschechischen Republik gefördert. Wie schon Československo 38-89: Atentát wird auch Attentat 1942 explizit zu Lehrzwecken angeboten.
Obwohl Attentat 1942 Ende April 2018 auf dem Berliner Festival A Maze mit dem „Most Amazing Game Award“ den Hauptpreis gewann, war es deutschen Spielern zunächst weder über die offizielle Website des Entwicklers noch über die digitale Vertriebsplattform Steam zugänglich. Das Spiel verwendet themenbedingt zahlreiche Kennzeichen des Nationalsozialismus im Sinne des § 86a StGB wie zum Beispiele Hakenkreuze. Aufgrund von Rechtsprechung aus den 1990er-Jahren herrschte in Deutschland ein de-facto-Pauschalverbot solcher Inhalte in Videospielen, insbesondere, da die Selbstkontrolleinrichtung USK die Vergabe von Alterskennzeichen in solchen Fällen verweigerte. Nach einer im August 2018 erfolgten Änderung der Verwaltungspraxis durch die dem USK-Kennzeichnungsprozess vorstehenden Obersten Landesjugendbehörden wurde Attentat 1942 auf Antrag mit einer Altersfreigabe ab 12 Jahren gekennzeichnet. Seit dem 10. September 2018 ist es das erste in Deutschland auf Steam erhältliche Videospiel, das nach dieser neuen Bewertungspraxis freigegeben wurde. Seitdem liegt auch eine offizielle deutsche Übersetzung vor.
Trotz der erteilten USK-Altersfreigabe lehnte Google zunächst eine Veröffentlichung der portierten Mobile-Version im Online-Shop Play Stores für Kunden der Regionen Deutschland, Österreich, Frankreich und Russland ab, was mit Bezügen zu „Nazis“ begründet wurde. Die für die Tschechische Republik zuständige Abteilung von Google wandte sich an die Entwickler, um die Ablehnung näher zu untersuchen. Schließlich wurde Attentat 1942 für alle Regionen des Play Stores mit Ausnahme von Russland freigeschaltet.

## Rezeption
Attentat 1942 erhielt überwiegend positive Bewertungen. Die Rezensionsdatenbank Metacritic aggregiert 13 Rezensionen zu einem Mittelwert von 75.
Das Techmagazin Heise.de urteilte, Attentat 1942 widerlege „das Klischee vom Videospiel als gewalttätiges Spaßprodukt (und werfe) einen emotionalen und lehrreichen Blick auf die Nazi-Verbrechen des Zweiten Weltkriegs“. Das Gameplay sei zwar „nicht der Rede wert“, durch die Darstellung von Fakten und persönlichen Schicksalen schafften die Entwickler aber ein „bedrückendes Spielerlebnis, das den historischen Hintergrund respektiert und nicht als spaßiges Abenteuer inszeniert (sic)“.

### Auszeichnungen
Das Spiel gewann folgende Preise:
tschechische Version von 2015
- "Czech Game of the Year" – bestes Debüt, 2015
- "Games Learning Society Showcase Award" – Hauptpreis, 2015
- "GALA Serious Game Award" – Hauptpreis, 2015
- "European Conference on Game Based Learning Award" – Hauptpreis, 2015

internationale Version von 2017
- "Most Amazing Game Award" – Hauptpreis, 2018
- "IGF Excellence in Narrative" – Finalist, 2018
- "Game Development World Championship" – zweiter Platz, 2017

### Pressestimmen
Die folgende auszugsweise Pressestimmenübersicht wurde der Webseite des Spieles entnommen.
- "It captivates from start to finish by humanising history brilliantly."[16]
- "Attentat 1942 will be a treasure not only for a fresh perspective on a widely reported period of time but also for the amount of work that you can see the developers put into making sure their story fit within the confines of history."[17]
- "Attentat 1942's poignancy managed to stir me on several occasions, and its ending in particular was touching."[18]
- "Attentat 1942, as a game, is an excellent meld of historical documentary authenticity and solid genre gameplay."[19]
- "Attentat 1942 does a beautiful job exploring a tragedy with all the respect and sensitivity that its survivors are due."[20]